# Нормативистская школа права

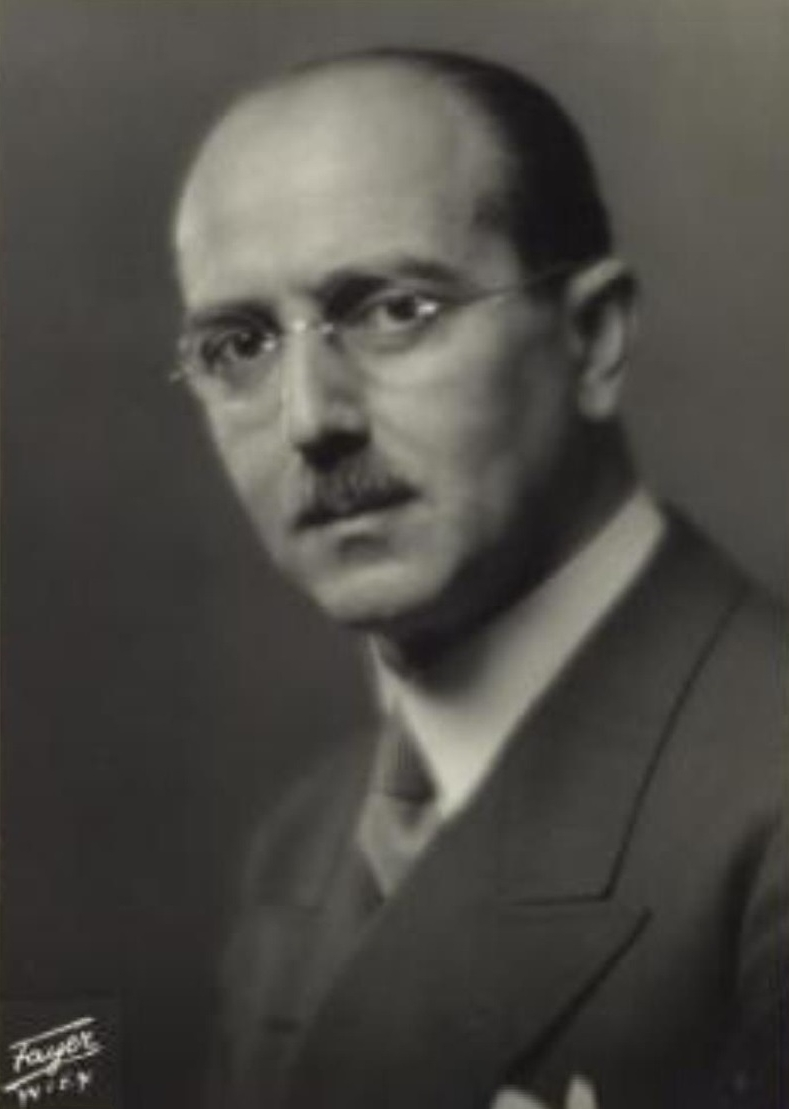
Ганс Кельзен (1881—1973) — один из основных теоретиков нормативистской школы права.

Нормативи́стская шко́ла пра́ва — учение австрийского юриста Ганса Кельзена. Представляет собой неопозитивистскую теорию юридического позитивизма.
Кельзен предлагал рассматривать право как иерархическую систему норм, каждая из которых имеет в качестве своего основания действительности вышестоящую норму. Конечным основанием действительности нормативной системы является основная (суверенная) норма (нем. Grundnorm), уполномочивающая на установление первой конституции. Основная норма никем не установлена и не зафиксирована в юридических документах. Основная норма является, согласно учению Кельзена, трансцендентально-логическим допущением, выражающимся следующим образом: «До́лжно вести себя так, как предписывает Конституция».
В отличие от естественно-правовых теорий, учение Кельзена не предполагает поиска критерия абсолютной справедливости в праве. Позитивное право может оцениваться как справедливое или несправедливое, однако справедливость есть моральное качество, поэтому смешение права и морали, согласно учению Ганса Кельзена, недопустимо.
При этом Кельзен рассматривал правовую норму в качестве схемы толкования сущего, с помощью которой бытию придаётся правовой смысл.
Свою теорию Кельзен называл «Чистым учением о праве» (нем. Reine Rechtslehre). «Чистота» теории Кельзена предполагает устранение с помощью нормативистского метода из юридической науки всего «метаюридического», в первую очередь политико-идеологических положений, а также элементов социологии, психологии и политической теории. «Чистоту» своей теории Ганс Кельзен комментировал следующим образом: «Будучи теорией, оно стремится лишь к одному: познать свой предмет. Оно пытается ответить на вопрос, что есть право и как оно есть, но не на вопрос, как оно должно быть или создаваться. Оно есть правоведение, но не политика права».